# Fronsac
Fronsac é uma comuna francesa na região administrativa da Nova Aquitânia, no departamento da Gironda. Estende-se por uma área de 15,24 km². Em 2010 a comuna tinha 1 182 habitantes (densidade: 77,6 hab./km²).